# 青い太陽
『青い太陽』（あおいたいよう）は、1968年（昭和43年）4月から半年間、NETテレビ（現在のテレビ朝日）系列で放送したドラマ。原作は佐伯千秋（『女学生の友』連載小説 → 集英社文庫 コバルト・シリーズ）。

## 概要
背泳の水泳選手として、オリンピック出場を目指して、日々猛練習に励む少女・杉田和世（演・小林幸子）を主人公に、不安と期待、失意と希望の交鎖する中で、恋や友情に生きる若者たちの青春群像を描く。いわゆるスポコン青春ドラマとは一線を画して、水泳競技だけではなく、和世の高校の生徒会選挙や光の幼馴染の女性の自殺事件、和世・エミ・光の三角関係などシリアスなテーマも取り入れた高校生たちの等身大のヒューマンドラマとなっている。
当初は1968年1月開始を予定していたが、前番組である『青空に叫ぼう』が1968年3月まで放送延長したため、1968年4月開始となった。

## あらすじ
杉田、浅井、野川、島は井の頭中学の将来有望な水泳部員。杉田や浅井は女子水泳の強豪の泉高校へ進学するが、男子水泳の名門である別の高校に進学する島を慕って、野川だけは島と同じ高校に進むことになる。

ある日、国立競技場の五輪のマークを見つめてオリンピックを目指そうと互いに誓い合う杉田と浅井の姿をほほえましく写真に撮ったことをきっかけに、1学年先輩の三輪と知り合う。三輪は島と同じ高校の水泳部の自由形のトップ選手だった。

泉高校の水泳部には杉田より1学年上で既に背泳のトップ選手であった高原がいた。一方浅井は、心臓の致命的な欠陥が見つかり水泳をあきらめ水泳部のマネージャーになる。
高校2年生になった杉田は水泳部のキャプテンとなるが、高原とは競技の上でもまた三輪をめぐる関係においてもライバル同士となる。三輪を杉田に取られてしまったと思う高原は、親からも関心をもたれず、受験勉強も進まずに精神的に追い詰められてゆく。

やがてオリンピックの代表選考会が行われるが、高原は最初の種目で杉田に敗れてしまう。他の部員が杉田に次のレースでは高原に負けてあげてほしい、と頼んでいるところを立ち聞きしてしまった高原はショックを受け、次のレースでは惨敗してしまい、発作的に道路に飛び出し自殺未遂を起こしてしまう。

杉田は晴れてオリンピックの代表選手に選ばれるが、合宿では補欠となった選手から精神的いやがらせを受け、記録が伸び悩み代表を続ける自信を失い追い詰められる。これを聞いた高原はその補欠の選手に向かって、2人だけのレースをやろうと挑発する。にらみ合う2人のところに杉田たちが止めに来るが、高原は杉田に向かって、「じゃあ杉田さん、あなたがやる?」と言い放つ。意を決して2人だけのレースにのぞんだ杉田は、新記録を出して勝利し敗れた補欠の選手にあなたのおかげで強くなれたと言うのだった。

## 放送データ
- 1968年4月3日 - 1968年9月25日
- 毎週水曜日20時 - 20時56分
- 全25話
- モノクロ16ミリフィルム
- 音楽 ： 菊池俊輔
- 制作 ： NET、東映

### サブタイトル
| 回数 | 放送日  | サブタイトル       | 脚本     | 監督     |
| ---- | ------- | ------------------ | -------- | -------- |
| 1    | 4月3日  | 栄光への誓い       | 西沢裕子 | 龍伸之介 |
| 2    | 4月10日 | 友情の輪           | 西沢裕子 | 龍伸之介 |
| 3    | 4月17日 | 新しき出発         | 柳沢類寿 | 渡辺成男 |
| 4    | 4月24日 | ひとすじの青い道   | 西沢裕子 | 小山幹夫 |
| 5    | 5月1日  | 愛というもの       | 津田幸夫 | 渡辺成男 |
| 6    | 5月8日  | 負けてたまるか     | 西沢裕子 | 龍伸之介 |
| 7    | 5月15日 | その道は遠く       | 岡本克己 | 渡辺成男 |
| 8    | 5月22日 | 美しき争い         | 西沢裕子 | 龍伸之介 |
| 9    | 6月5日  | ひとりぼっちの青春 | 岡本克己 | 渡辺成男 |
| 10   | 6月12日 | 愛・この美しきもの | 西沢裕子 | 龍伸之介 |
| 11   | 6月19日 | 最後のレース       | 西沢裕子 | 畠山豊彦 |
| 12   | 6月26日 | 明日のために       | 押川國秋 | 渡辺成男 |
| 13   | 7月3日  | 清き一票           | 岡本克己 | 畠山豊彦 |
| 14   | 7月10日 | 裏切られた慕情     | 西沢裕子 | 渡辺成男 |
| 15   | 7月17日 | 涙をお拭き         | 岡本克己 | 渡辺成男 |
| 16   | 7月24日 | 二人だけのレース   | 柳沢類寿 | 渡辺成男 |
| 17   | 7月31日 | 栄光に向かって     | 西沢裕子 | 畠山豊彦 |
| 18   | 8月7日  | 太陽はもう泣かない | 押川國秋 | 畠山豊彦 |
| 19   | 8月14日 | 蟻は振り向かない   | 岡本克己 | 畠山豊彦 |
| 20   | 8月21日 | その輝ける日に     | 押川國秋 | 渡辺成男 |
| 21   | 8月28日 | 決意あらたに       | 西沢裕子 | 渡辺成男 |
| 22   | 9月4日  | 勝利と敗北         | 岡本克己 | 畠山豊彦 |
| 23   | 9月11日 | 傷ついた青春       | 西沢裕子 | 渡辺成男 |
| 24   | 9月18日 | 最後のチャンス     | 岡本克己 | 畠山豊彦 |
| 25   | 9月25日 | 太陽に向かって     | 西沢裕子 | 渡辺成男 |

### 出演者
- 小林幸子 - 杉田和世 （泉高校の水泳部員）
- 岡田由紀子 - 浅井恵子 （和世の中学の頃からの親友。泉高校水泳部マネージャー）
- 関みどり - 野川洋子 （和世と中学水泳部では一緒だったが、島を慕って別の高校に進む）
- 渡辺篤史 - 三輪光 （別の高校の先輩水泳部員。和世が秘かな恋心をいだく）
- 北島マヤ - 高原エミ （光の幼馴染。和代の先輩部員でありライバル）
- 伊藤高 - 島 （和世と中学水泳部では一緒だったが、別の高校に進む）
- 大川栄子 - （和世のチームメイト）
- 三上真一郎 - （和世の水泳部の監督）
- 根上淳 - 和世の父
- 七尾伶子 - 和世の母
- 守屋浩 - 和世の兄
- 沢村貞子
- 佐野周二 - 光の父

### 主題歌
- 「青い太陽」（作詞：水沢圭吾、作曲：鏑木創、唄：ザ・クーガーズ）
- 「青い太陽」（作詞：佐伯千秋、作曲：菊池俊輔、唄：小林幸子、コロムビア・レコード SAS-1095）